# ホワット・イット・フィールズ・ライク・フォー・ア・ガール
「ホワット・イット・フィールズ・ライク・フォー・ア・ガール」(What It Feels Like for a Girl)は、マドンナの楽曲。8枚目のスタジオ・アルバム『ミュージック』から3枚目のシングル・カットとしてリリースされた。
冒頭のセリフは1993年のイギリス映画『ルナティック・ラブ / 禁断の姉弟』でのシャルロット・ゲンズブールのセリフが使用されている。
ミュージック・ビデオの監督はガイ・リッチーが務め、その暴力性の高い描写からMTVなどでは放送が制限された。ビデオはのちにDVDシングルとしても発売された。
スパニッシュ・ヴァージョン（"Lo Que Siente La Mujer"）も制作された。

## 収録曲
日本盤 マキシ・シングル
1. ホワット・イット・フィールズ・ライク・フォー・ア・ガール （ラジオ・エディット）
2. ホワット・イット・フィールズ・ライク・フォー・ア・ガール （トレイシー・ヤング・クール・アウト・ラジオ・ミックス）
3. ホワット・イット・フィールズ・ライク・フォー・ア・ガール （カルデローン&クエイル・ダーク・サイド・ミックス）
4. ホワット・イット・フィールズ・ライク・フォー・ア・ガール （トレイシー・ヤング・クラブ・ミックス）

日本盤 マキシ・シングル / リミックス
1. ホワット・イット・フィールズ・ライク・フォー・ア・ガール （ポール・オークンフォールド・パーフェクト・ミックス）
2. ホワット・イット・フィールズ・ライク・フォー・ア・ガール （リチャード・ヴィジョン・ヴェルヴェット・マスタ・ミックス）
3. ホワット・イット・フィールズ・ライク・フォー・ア・ガール （カルデローン&クエイル・ダーク・サイド・ミックス）
4. ホワット・イット・フィールズ・ライク・フォー・ア・ガール （トレイシー・ヤング・クラブ・ミックス）
5. ホワット・イット・フィールズ・ライク・フォー・ア・ガール （アバヴ&ビヨンド・12"クラブ・ミックス）
6. ホワット・イット・フィールズ・ライク・フォー・ア・ガール （トレイシー・ヤング・クール・アウト・ラジオ・ミックス）
7. ホワット・イット・フィールズ・ライク・フォー・ア・ガール （リチャード・ヴィジョン・ヴェルヴェット・マスタ・エディット）
8. ホワット・イット・フィールズ・ライク・フォー・ア・ガール （アバヴ&ビヨンド・クラブ・ラジオ・エディット）
9. ホワット・イット・フィールズ・ライク・フォー・ア・ガール （スパニッシュ・ヴァージョン）

デジタル配信
1. What It Feels Like for a Girl (Radio Edit) - 4:03
2. What It Feels Like for a Girl (Paul Oakenfold Perfecto Mix) - 7:19
3. What It Feels Like for a Girl (Richard Vission Velvet Masta Mix) - 8:06
4. What It Feels Like for a Girl (Calderone & Quayle Dark Side Mix) - 6:43
5. What It Feels Like for a Girl (Tracy Young Club Mix) - 8:56
6. What It Feels Like for a Girl (Above & Beyond 12" Club) - 7:25
7. What It Feels Like for a Girl (Tracy Young Cool Out Radio Mix) - 4:46
8. What It Feels Like for a Girl (Richard Vission Velvet Masta Edit) - 3:39
9. What It Feels Like for a Girl (Above & Beyond Club Radio Edit) - 3:44
10. What It Feels Like for a Girl (George Best Saturday Night Mix) - 5:23
11. What It Feels Like for a Girl (That Kid Chris Caligula 2001 Mix) - 9:51
12. Lo Que Siente La Mujer - 4:43